# FBC Uppsala
FBC Uppsala är en innebandyklubb som grundades 2009 genom att Nyby IBK, Årsta IK Sten Sture BK slogs ihop. Damlaget spelar i Svenska Superligan för damer. Herrlaget har spelat i näst högsta divisionen. 
Fr.o.m. säsongen 2017-2018 spelar damlaget under namnet IK Sirius FBC och tröjfärgen byts likaså från svart och vit till svart och blå. IK Sirius IBK har sedan tidigare ett damlag (2017-2018 i division 1) och ett herrlag i Svenska Superligan för herrar.
Hemmamatcher spelas i IFU Arena, Råbyvägen 77, i Uppsala. 